# إقليم غرب زنجبار
إقليم غرب زنجبار أو إقليم غرب زنجبار الحضري أو إقليم مجيني مغربي (بالسواحلية: Mkoa wa Mjini Magharibi) هو واحد من 31 إقليم إداري في تنزانيا. تبلغ مساحة الإقليم 230 كـم2 (89 ميل2) . يقع الإقليم بالكامل في جزيرة زنجبار ويحدها من الغرب المحيط الهندي، ومن الشمال إقليم شمال أونغوجا ومن الشرق إقليم جنوب أونغوجا . الإقليم هو موطن لواحد من مواقع التراث العالمي السبعة الواقعة في تنزانيا، وهي ؛ مدينة زنجبار الحجرية. العاصمة الإقليمية هي مدينة زنجبار . وفقًا لتعداد عام 2012، بلغ عدد سكان الإقليم 593،678 نسمة.

## التقسيمات الإدارية

### المناطق
ينقسم إقليم غرب زنجبار إلى ولايتين يدير كل منهما مجلس:
| ولايات إقليم غرب زنجبار | ولايات إقليم غرب زنجبار | ولايات إقليم غرب زنجبار |
| خريطة                   | الولاية                 | السكان (2012)           |
| ----------------------- | ----------------------- | ----------------------- |
|                         | مغاربي                  | 370645                  |
| مدينة زنجبار            | 223،033                 |                         |
| المجموع                 | 593،678                 |                         |

### الدوائر الانتخابية
بالنسبة للانتخابات البرلمانية، تنقسم تنزانيا إلى دوائر انتخابية. اعتبارًا من انتخابات عام 2010، ضم إقليم زنجبار الحضري/ الغربي تسعة عشر دائرة انتخابية:
- دائرة أماني (حضري)
- دائرة بوبوبو (غرب)
- دائرة تشومبوني (حضري)
- دائرة ديماني (غرب)
- دائرة دول (غرب)
- دائرة فوني (غرب)
- دائرة جانغ أومبي (حضري)
- دائرة كيمبيساماكي (غرب)
- دائرة كيكواجوني (حضري)
- دائرة كوهاني (حضري)
- دائرة كوامتيبورا (حضري)
- دائرة ماجوجوني (غرب)
- دائرة ماجوميني (حضري)
- دائرة مفنسيني (غرب)
- دائرة مجي ميكونغوي (حضري)
- دائرة مبينداي (حضري)
- دائرة متوني (غرب)
- دائرة مواناكويريكوي (غرب)
- دائرة راحة ليو (حضري)

## روابط خارجية
- Official website